# Cainotherium
Cainotherium is een geslacht van uitgestorven zoogdieren, dat voorkwam van het Laat-Oligoceen tot het Vroeg-Mioceen.

## Beschrijving
Dit dertig centimeter lange konijnachtige dier had lange achterpoten en korte voorpoten, alle vier met twee tenen. De gereduceerde, laterale tenen gingen over in hoeven. De ogen en oren van het dier waren vermoedelijk goed ontwikkeld. Ook had het dier een uit vierenveertig elementen bestaand, weinig gespecialiseerd gebit. Een diasteem tussen de voortanden en de tamelijk brede kiezen was niet aanwezig. Deze kiezen bevatten vijf knobbels en waren uitermate geschikt om te kauwen. Ze stierven uit zonder afstammelingen.

## Leefwijze
Dit evenhoevige dier leefde in de bossen, waar het zich sprongsgewijs voortbewoog en rondscharrelde in de ondergroei, waar het zich voedde met diverse plantendelen. Het dier vertoonde veel overeenkomsten met een konijn, wat de levenswijze betreft.

## Vondsten
Resten van dit dier werden gevonden in Spanje.